# Cerastium arcticum
Cerastium arcticum es una especie perteneciente a la familia de las cariofiláceas. Es originaria del oeste y sur de Groenlandia, Baffin Island, Labrador, Islandia, Escocia, Noruega y Svalbard.

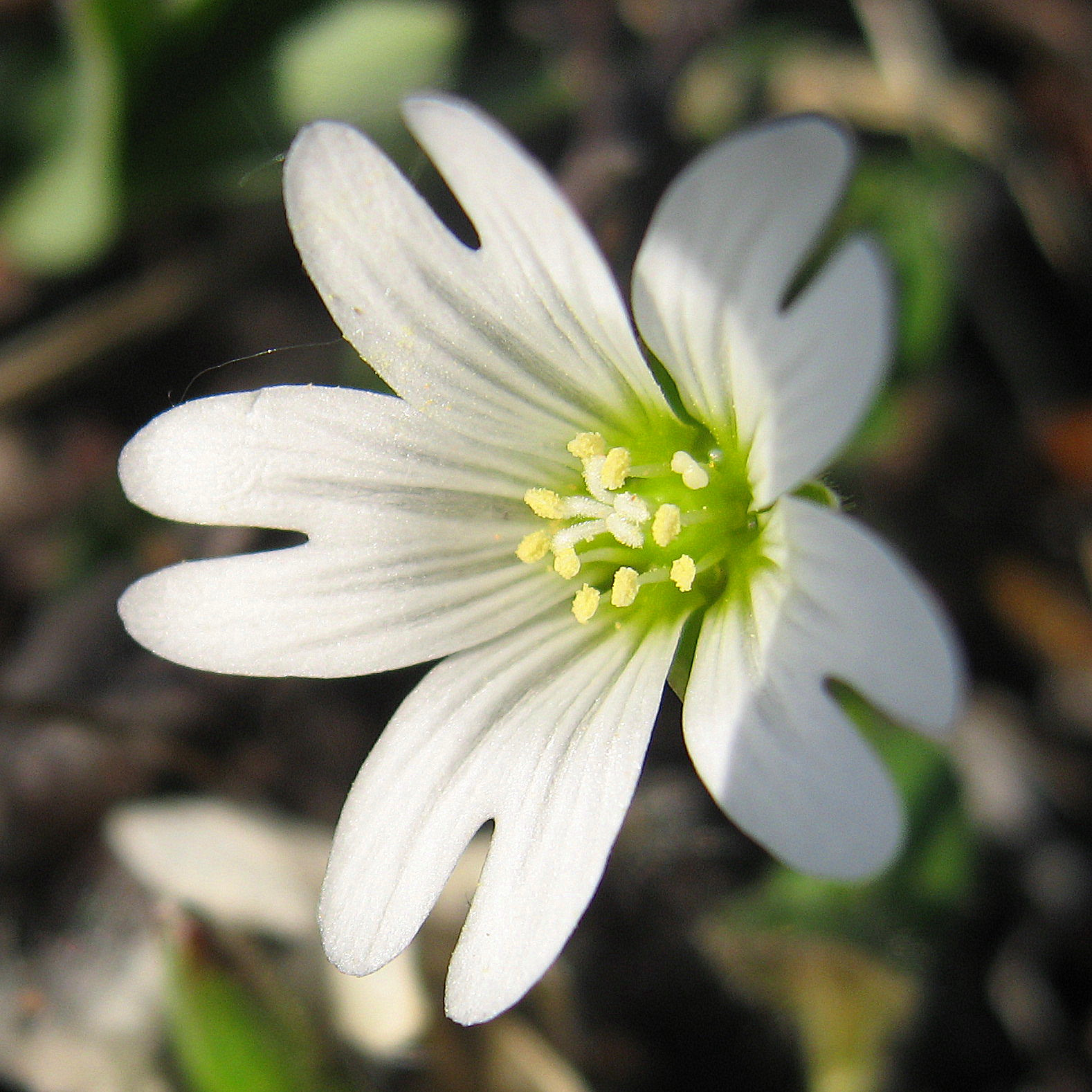
Detalle de la flor

## Descripción
Crece en matas, por lo general en lugares húmedos y abiertos en la grava. La mayor parte de la planta es pubescente, los pelos aparecen rígidos. Las hojas son elípticas. Las flores son blancas, y no muy grandes, hermosas cuando están completamente abiertas, con una o dos juntas. los pétalos profundamente escotados y considerablemente más largos que los sépalos.

## Taxonomía
Cerastium arcticum fue descrita por  Johan Martin Christian Lange y publicado en Flora Danica 17(50): 7, pl. 2863. 1880.
Etimología
Cerastium: nombre genérico que proviene del griego: keras (= cuerno), probablemente refiriéndose a la forma de los frutos del género. Fue latinizado más tarde por el botánico alemán Johann Jacob Dillenius (1684-1747) y luego, eventualmente asumida por Carlos Linneo en 1753. 
arcticum: epíteto geográfico que alude a su localización en el Ártico. 
Sinonimia
- Cerastium alpinum var. procerum Lange
- Cerastium alpinum var. uniflorum Durand
- Cerastium arcticum subsp. hyperboreum (Tolm.) Böcher
- Cerastium arcticum var. procerum (Lange) Hultén
- Cerastium arcticum subsp. procerum (Lange) Böcher
- Cerastium arcticum var. vestitum Hultén
- Cerastium hyperboreum Tolm.
- Cerastium latifolium C.Hartm.
- Cerastium nigrescens subsp. arcticum (Lange) P.S.Lusby[2]